# Bruderhof (Havelsee)
Der Bruderhof ist ein Wohnplatz in der Stadt Havelsee in Brandenburg. Er liegt in der Gemarkung Hohenferchesar an einem mit dem Pritzerber See in Verbindung stehenden ehemaligen Tongrubensee beziehungsweise einer Erweiterung des Pritzerber Sees zentral im Stadtgebiet. Der Bruderhof entwickelte sich ähnlich der Roten Ziegelei bei Fohrde auf dem Gelände einer ehemaligen Ziegelei. Lange Jahre war er im Besitz des Brandenburger Amtsrichters Lothar Kreyssig, der 1937 bis 1971 auf ihm lebte. 1996 kehrte dessen Sohn Uwe Kreyssig auf den Bruderhof zurück und lebte dort mit seiner Frau Hella Jansen bis zu seinem Tod im Jahr 2008. Auf dem Bruderhof gibt es einen Campingplatz und eine Ferienhausanlage.
Die ehemalige Ziegelei liegt im Naturpark Westhavelland. Der Campingplatz darüber hinaus im Naturschutzgebiet Untere Havel Süd, im Landschaftsschutzgebiet Westhavelland, im FFH-Gebiet Niederung der Unteren Havel/Gülper See und im SPA-Gebiet (europäisches Vogelschutzgebiet) Niederung der Unteren Havel.